# Etheostoma cragini
Etheostoma cragini е вид лъчеперка от семейство Percidae. Видът е почти застрашен от изчезване.

## Разпространение
Разпространен е в САЩ.